# Ньёрд
Ньёрд (др.-сканд. Njörðr) — в скандинавской мифологии бог из ванов, отец Фрейра и Фрейи.
Ньёрд представляет ветер и морскую стихию, но, как и другие ваны, прежде всего является богом плодородия. После войны асов и ванов он становится заложником у асов (в «Младшей Эдде» уже часто причисляется к асам) и поселяется в Ноатуне (др.-сканд. Nóatún — «Корабельный двор»), который расположен, согласно «Младшей Эдде», на небе, но, вместе с тем, у моря. Когда асы убивают великана Тьяцци, Ньёрд женится на его дочери, богине-охотнице Скади. Скади согласилась выйти замуж за Ньёрда в знак примирения с асами, но не смогла жить с ним у моря, где её будили крики чаек, поэтому они живут по девять суток в жилище Ньёрда — Ноатуне и столько же в Трюмхейме, в горах, так как Скади любит горы и волков. В «Речах Вафтруднира» («Старшая Эдда») говорится, что Ньёрд вернётся к ванам в конце мира.
Ньёрд богат, имеет власть над морем, ветром и огнём, покровительствует мореплаванию, рыболовству, охоте на морских животных.

## Ньёрд в «Саге об Инглингах»
Когда Один прибыл в Скандинавию, он поселил своего жреца Ньёрда в Ноатуне. Тот был женат на Скади, но она не захотела жить с ним и позже вышла за Одина. После смерти Одина Ньёрд стал правителем шведов. Он умер от болезни и перед смертью приказал посвятить себя Одину. Его власть перешла к сыну Фрейру. Таким образом, Ньёрд стал предком Инглингов.